# Selecció femenina de futbol d'Alemanya
La selecció femenina de futbol d'Alemanya representa Alemanya a les competicions internacionals de seleccions de futbol femení.

## Història
La República Federal Alemanya va jugar el seu primer partit en novembre de 1982. És una de les millors seleccions del món, amb dos Mundials i vuit Eurocopes, de les quals sis consecutives. Al 2016 van guanyar els Jocs Olímpics, l'últim gran torneig que els faltaba, després de tres bronzes en edicions anteriors.

## Actual plantilla
- Convocatòria d'octubre de 2016 per a dos partits amistosos. Les banderes representen la lliga on juga la jugadora.

| Porteres | Porteres       | Defenses | Defenses          | Migcampistes | Migcampistes       | Davanteres | Davanteres     |
| -------- | -------------- | -------- | ----------------- | ------------ | ------------------ | ---------- | -------------- |
| 01       | Almuth Schult  | 02       | Josephine Henning | 10           | Dzsenifer Marozsán | 07         | Pauline Bremer |
| 12       | Laura Benkarth | 03       | Kathrin Hendrich  | 13           | Sara Däbritz       | 09         | Alexandra Popp |
| 21       | Lisa Weiss     | 04       | Leonie Maier      | 14           | Anna Blässe        | 11         | Anja Mittag    |
|          |                | 05       | Babett Peter      | 17           | Isabel Kerschowski | 15         | Mandy Islacker |
|          |                | 24       | Kristin Demann    | 19           | Svenja Huth        | 20         | Lina Magull    |
|          |                |          |                   | 22           | Tabea Kemme        |            |                |
|          |                |          |                   | 23           | Verena Faisst      |            |                |
|          |                |          |                   | 27           | Sara Doorsoun      |            |                |
|          |                |          |                   | 28           | Julia Simic        |            |                |

## Palmarès

### Títols
- 1 Jocs Olímpics
  - 2016
- 2 Mundials
  - 2003 - 2007
- 8 Eurocopes
  - 1989 - 1991 - 1995 - 1997 - 2001 - 2005 - 2009 - 2013

### Històric
| Primer partit                       | RF Alemanya 5-1 Suïssa (10/11/1982)    |
| Majors victòries                    | Alemanya 17-0 Kazakhstan (19/11/2011)  |
| Majors derrotes                     | Estats Units 6-0 Alemanya (14/03/1996) |
| Millor resultat al Mundial          | Campió (2 vegades: 2003-2007)          |
| Millor resultat als Jocs Olímpics   | Campió (2016)                          |
| Millor resultat a l'Eurocopa        | Campió (8 vegades: 1989-2013)          |
| Millor posició al Ranking FIFA      | 1r (2015)                              |
| Pitjor posició al Ranking FIFA      | 3r (2003)                              |
| Jogadora amb més internacionalitats | Birgit Prinz (214)                     |
| Jogadora amb més gols               | Birgit Prinz (128)                     |

| JOCS OLÍMPICS | JOCS OLÍMPICS    | JOCS OLÍMPICS  | JOCS OLÍMPICS    | JOCS OLÍMPICS    | JOCS OLÍMPICS   | JOCS OLÍMPICS | JOCS OLÍMPICS  | JOCS OLÍMPICS | JOCS OLÍMPICS |
| Edició        | Classificació    | Classificació  | Fase final       | Fase final       | Fase final      | Fase final    | Fase final     |               |               |
| Edició        | Fase regular     | Play-offs      | Setzens de final | Vuitens de final | Quarts de final | Semifinals    | Final / Bronze |               |               |
| ------------- | ---------------- | -------------- | ---------------- | ---------------- | --------------- | ------------- | -------------- | ------------- | ------------- |
| 1996          | Mundial 1995     |                |                  |                  | Brasil ¹        |               |                |               |               |
| 2000          | Mundial 1999     |                |                  |                  | Suècia ¹        | Noruega       | Brasil         |               |               |
| 2004          | Mundial 2003     |                |                  | Xina ¹           | Nigèria         | Estats Units  | Suècia         |               |               |
| 2008          | Mundial 2007     |                |                  | Corea Nord ¹     | Suècia          | Brasil        | Japó           |               |               |
| 2012          | Mundial 2011     |                |                  |                  |                 |               |                |               |               |
| 2016          | Mundial 2015     |                |                  | Zimbabwe ¹       | Xina            | Canadà        | Suècia         |               |               |
| MUNDIAL       |                  |                |                  |                  |                 |               |                |               |               |
| Edició        | Classificació    | Classificació  | Fase final       | Fase final       | Fase final      | Fase final    | Fase final     |               |               |
| Edició        | Fase regular     | Play-offs      | Setzens de final | Vuitens de final | Quarts de final | Semifinals    | Final / Bronze |               |               |
| 1991          | Eurocopa 1991    |                |                  | Nigèria ¹        | Dinamarca       | Estats Units  | Suècia         |               |               |
| 1995          | Eurocopa 1995    |                |                  | Brasil ¹         | Anglaterra      | Xina          | Noruega        |               |               |
| 1999          | Països Baixos ¹  | Ucraïna        |                  | Itàlia ¹         | Estats Units    |               |                |               |               |
| 2003          | Països Baixos ¹  |                |                  | Japó ¹           | Rússia          | Estats Units  | Suècia         |               |               |
| 2007          | Rússia ¹         |                |                  | Japó ¹           | Corea Nord      | Noruega       | Brasil         |               |               |
| 2011          |                  |                |                  | Nigèria ¹        | Japó            |               |                |               |               |
| 2015          | Rússia ¹         |                | Tailàndia ¹      | Suècia           | França          | Estats Units  | Anglaterra     |               |               |
| EUROCOPA      |                  |                |                  |                  |                 |               |                |               |               |
| Edició        | Classificació    | Classificació  | Fase final       | Fase final       | Fase final      | Fase final    | Fase final     |               |               |
| Edició        | Fase regular     | Play-offs      | Setzens de final | Vuitens de final | Quarts de final | Semifinals    | Final / Bronze |               |               |
| 1984          | Dinamarca ¹      |                |                  |                  |                 |               |                |               |               |
| 1987          | Noruega ¹        |                |                  |                  |                 |               |                |               |               |
| 1989          | Hongria ¹        | Txecoslovàquia |                  |                  |                 | Itàlia        | Noruega        |               |               |
| 1991          | Txecoslovàquia ¹ | Anglaterra     |                  |                  |                 | Itàlia        | Noruega        |               |               |
| 1993          | Iugoslàvia ¹     | Rússia         |                  |                  |                 | Itàlia        | Dinamarca      |               |               |
| 1995          | Croàcia ¹        | Rússia         |                  |                  |                 | Anglaterra    | Suècia         |               |               |
| 1997          | Eslovàquia       | Islàndia       |                  |                  | Noruega ¹       | Suècia        | Itàlia         |               |               |
| 2001          | Islàndia ¹       |                |                  |                  | Rússia ¹        | Noruega       | Suècia         |               |               |
| 2005          | Escòcia ¹        |                |                  |                  | França ¹        | Finlàndia     | Noruega        |               |               |
| 2009          | Suïssa ¹         |                |                  | Islàndia ¹       | Itàlia          | Noruega       | Anglaterra     |               |               |
| 2013          | Romania ¹        |                |                  | Països Baixos ¹  | Itàlia          | Suècia        | Noruega        |               |               |
| 2017          | Hongria ¹        |                |                  |                  |                 |               |                |               |               |

¹ Fase de grups. Selecció eliminada mitjor possicionada en cas de classificació, o selecció classifica pitjor possicionada en cas d'eliminació.